# Максутов, Дмитрий Дмитриевич
Дми́трий Дми́триевич Максу́тов (1896—1964) — советский учёный, оптик, член-корреспондент АН СССР (1946). Изобретатель менисковой оптической системы, носящей его имя, которая в настоящее время широко используется в телескопостроении. Лауреат двух Сталинских премий.

## Биография
Дмитрий Дмитриевич Максутов родился 11 (23) апреля 1896 года в Николаеве в православной княжеской семье капитана 1-го ранга Дмитрия Дмитриевича Максутова (Старшего; 1870—1952) и его супруги Елены Павловны, урождённой Ефремовой. Максутовы носили титул князей татарских, стоявший в дореволюционной иерархии русской аристократии ниже баронского титула. Ветвь рода, к которой принадлежал Дмитрий Дмитриевич-младший, ко времени его рождения не имел поместий, источником доходов семьи было жалование, которое отец получал на службе. Дедом будущего учёного был контр-адмирал Дмитрий Петрович Максутов (1832—89), участник Обороны Петропавловска-Камчатского во время Крымской войны, последний главный правитель Русской Америки (1863–1867). Братья деда — погибший в ходе обороны Петропавловска-Камчатского лейтенант Александр Максутов (1830—54) и контр-адмирал Павел Петрович Максутов (1825—1882), таганрогский градоначальник.
Астрономией Дмитрий Максутов увлёкся с детства, получив в подарок от деда морскую подзорную трубу, а затем и ознакомившись со статьями об изготовлении телескопов «собственными руками» известного оптика-самоучки А. А. Чикина. Ещё школьником самостоятельно построил два телескопа-рефлектора с зеркалами диаметром 180 и 210 мм, с помощью которых вёл наблюдения звёздного неба. В 15-летнем возрасте был избран членом Русского астрономического общества, отделение которого действовало в Одессе.
Следуя семейной традиции, учился в Одесском кадетском корпусе, но и там не оставлял увлечения астрономией — в старших классах заведовал обсерваторией со 175-мм рефрактором и вёл практические занятия с учащимися по космографии. По окончании учёбы в 1913 году поступил в Николаевское инженерное училище в Санкт-Петербурге. После полутора лет учёбы, получив чин подпоручика, прошёл 3-месячный курс радиотелеграфии при Офицерской электротехнической школе.
В 1915 году Максутов в числе других курсантов отправлен на Кавказский фронт, служил начальником конной радиостанции. Отличился в боях, был награждён, получил звание поручика инженерных войск.
В 1916 году добровольцем поступил в Кавказскую школу военных лётчиков в Тифлисе, через год, в декабре 1917 года, чудом избежал смерти, когда во время учебного полёта самолёт, на котором он летел, потерпел катастрофу. В результате падения с большой высоты получил ранение и контузию, был признан инвалидом.
Выписавшись из тифлисского госпиталя, Максутов попытался эмигрировать через Сибирь, Маньчжурию и Китай в США, имея целью поступить на работу в Маунт-Вилсоновскую обсерваторию к знаменитому американскому конструктору телескопов Джорджу Ричи. С трудом добравшись в январе 1918 года до Харбина, был арестован (ехал по подложным документам), через месяц после установления личности освобождён, полтора года жил случайными заработками и в 1919 году был вынужден вернуться из-за проблем со здоровьем и отсутствия средств. В Томске, как бывший офицер, был мобилизован в Русскую армию для работы на радиотелеграфной базе, но к службе не приступил.
В 1920 году, после прихода красных, поступил сразу на 3 курс химического факультета Томского технологического института. Проучившись 8 месяцев, по приглашению директора ГОИ Д. С. Рождественского поступил на работу в оптическую мастерскую института под началом А. А. Чикина, но уже в следующем году обстоятельства вынудили его уволиться и уехать в Одессу к больной матери. К этому времени его отец и младший брат, опасаясь новой власти, сумели перебраться во Францию и позже — в США.
С 1921 по 1927 годы преподавал физику и математику в военных школах Одессы.
В 1927—1930 годах работал научным сотрудником и заведующим оптической мастерской в Научно-исследовательском институте физики при ОГУ имени И. И. Мечникова.
В начале 1930 года в ходе очередной «чистки» был арестован, через месяц после допроса освобождён без предъявления обвинений.
1 ноября 1930 года вновь поступил в ГОИ (ассистент, физик, руководитель группы), где организовал и в 1933 году возглавил лабораторию астрономической оптики в составе Оптотехнического отдела под руководством В. П. Линника. В 1935 году постановлением ВАК утверждён в учёном звании действительного члена ГОИ.
В марте 1938 года был арестован по стандартному обвинению в шпионаже и вредительстве (якобы необоснованно браковал заготовки стекла для 810-мм объектива, чем дискредитировал отечественные заводы), в декабре того же года освобождён «за прекращением дела» и вернулся к работе в институте.
В 1941 году решением ВАК Максутову присвоена учёная степень доктора технических наук по совокупности опубликованных работ без защиты диссертации.
С сентября 1941 года работал в Йошкар-Оле, куда во время войны был эвакуирован ГОИ. В 1944 году Максутову было присвоено звание профессора. На период с августа 1944 по март 1945 года был командирован в Академию наук для определения номенклатуры и технических условий разрабатываемых астрономических приборов. В 1946 году избран членом-корреспондентом АН СССР по Отделению физико-математических наук (астрономическая оптика). С 1952 года и до конца жизни заведовал отделом астрономического приборостроения Главной астрономической обсерватории АН СССР (Пулково).
В 1962 году был избран депутатом Ленинградского городского Совета депутатов трудящихся.
Скоропостижно скончался 12 августа 1964 года в Ленинграде. Похоронен на кладбище Пулковской обсерватории.

## Научный вклад
В 1923—1924 годах Максутов, не будучи знаком в силу оторванности от зарубежной научной литературы с работами Кретьена, К. Шварцшильда и других по апланатическим системам, рассмотрел общие свойства двухзеркальных оптических систем и нашёл ряд апланатических комбинаций, обобщающих описанные до него оптические системы. Возобновив в 1930 году свою деятельность в ГОИ, Максутов дополнил и завершил работу. 
Теперь им уже были рассмотрены не только все возможные сочетания параметров оптических систем, но и все преимущества и недостатки найденных апланатических комбинаций. Предложенный им метод исследования зеркал нашёл применение в процессе изготовления крупногабаритных телескопов-рефлекторов, например, телескопа с диаметром зеркала 400 мм для Бюраканской астрофизической обсерватории. 
Обычно для контроля параболического зеркала использовалось дополнительное плоское зеркало того же диаметра, что и испытуемое, а для изготовления плоского зеркала, в свою очередь, требовалось такого же размера сферическое, что, естественно, намного усложняло и удорожало работу. Компенсационный метод позволял обойтись одним вогнутым сферическим зеркалом значительно меньшего диаметра, чем испытуемое параболическое. Позднее этот метод использовался при изготовлении 2,6-метрового зеркала рефлектора имени акад. Г. А. Шайна Крымской астрофизической обсерватории. 
Помимо теоретических исследований Максутов рассчитал однолинзовый окуляр без разности хроматического увеличения, получил в 1928 году совместно с Г. Д. Фельдштейном патент на аппарат для фотографирования желудка («Фотогастрограф»), описанный в, разработал так называемый «микроскоп-иглу» для исследования in vivo внутренних органов человека, получил несколько авторских свидетельств на изобретения.
В начале 1930-х годов им были разработаны методы и приборы для прецизионного контроля однородности и свильности крупногабаритных (порядка 800 мм) заготовок оптического стекла марок «крон» и «флинт» на первоначальной стадии их обработки. Работа проводилась в интересах создания крупнейшего, по меркам линзовой оптики, объектива диаметром 800 мм для рефрактора, предназначенного к установке в Пулковской обсерватории. Рефрактор был заказан царским правительством известной английской фирме Гребб-Парсонс (англ. «en: Grubb Parsons») ещё до Первой мировой войны, но, изготовив и поставив в Пулково монтировку телескопа, от создания объектива фирма отказалась.
 Прерванная ВОВ сложнейшая работа по изготовлению объектива была выполнена в ГОИ под руководством Д. Максутова в конце 1940-х годов. Рефрактор, однако, построен так и не был, поскольку вся его механика погибла во время войны, как и 760-мм рефрактор фирмы Кларка (сотрудникам пулковской обсерватории удалось спасти только объектив). По разным причинам восстановление рефракторов было признано нецелесообразным, а оба уникальных объектива пополнили музей обсерватории.
В 1934 году Максутов усовершенствовал «теневой метод» исследования формы поверхности зеркал, превратив его из качественного в количественный. 
Обладая огромным практическим опытом, Максутов собственноручно изготовил множество высокоточных оптических деталей — линз, зеркал, призм различного размера и назначения и изложил свой опыт в ряде публикаций. 
С его непосредственным участием было создано главное параболическое 500-мм зеркало для горизонтального солнечного телескопа, установленного в 1940 году в Пулковской обсерватории. 
Вопросы создания телескопов различного типа рассмотрены в его публикациях.

## Менисковые системы
В 1941 году Максутов изобрёл менисковую систему, которой было суждено сыграть большую роль в развитии оптического приборостроения. Это самое важное своё изобретение он сделал, как писал впоследствии, «…в первых числах августа 1941 г., во время эвакуации (ГОИ) из Ленинграда и где-то на пути между Муромом и Арзамасом».
Изобретение, однако, не было случайным. Ранее он работал над оптимальной конструкцией небольшого («школьного») телескопа, предназначенного для любителей астрономии и школьных занятий. Телескоп должен был сочетать хорошее качество изображения, простоту конструкции, дешевизну изготовления и долгий срок службы. Таким условиям ближе всего отвечал рефлектор со сферическим зеркалом и герметичной трубой. Проанализировав все возможные варианты, он пришёл к идее, что защитное окно телескопа можно сделать в виде ахроматического мениска, способного своей положительной сферической аберрацией компенсировать отрицательную аберрацию сферического зеркала.
Приехав 11 августа в Йошкар-Олу, где разместился ГОИ, Максутов рассчитал оптическую систему первого менискового телескопа с зеркалом диаметром 100 мм и 20-кратным увеличением, который уже через месяц был изготовлен и успешно испытан. Менее чем за год он рассчитал множество других менисковых систем — телескопов, микрообъективов, а также менисковые прожектор, спектрограф, гониометр, прибор для исследования неоднородностей в заготовках стекла и другие, сдал в печать монографию и направил статью в JOSA (научный журнал "оптического общества америки" - «Journal of the Optical Society of America») для ознакомления иностранных специалистов. Позже он подробно изложил свой опыт снижения остаточных аберраций линзовых и менисковых объективов путём ретуши.
Благодаря своим преимуществам — светосиле, достаточно большому полю зрения, высокому качеству изображения, отсутствию трудноустранимого загрязнения главного зеркала и относительной компактности — менисковые системы быстро получили широкое признание в самых различных вариантах. Максутов показал возможность преобразования в менисковые известных схем зеркальных телескопов — Грегори, Ньютона, Гершеля, Кассегрена, зеркально-линзового Шмидта и других. Не забыл он и «родоначальника» всех этих систем — школьный менисковый телескоп, который в нескольких модификациях выпускался, начиная с 1946 года, на протяжении многих лет.

В годы ВОВ Максутовым были разработаны компактные длиннофокусные телеобъективы для наземной фотосъёмки удалённых объектов на территории противника. В послевоенное время на их основе им были рассчитаны фотообъективы семейства «МТО» с фокусными расстояниями 350 мм («ОБ-107»), 500 мм («ОБ-210») и 1000 мм для любительской и профессиональной съёмки. В 1956 году объективы уже иготавливались промышленностью. В 1958 году объективы «МТО-500» и «МТО-1000» получили «Grand Prix» на Всемирной выставке в Брюсселе. 
 Впоследствии Максутовым были рассчитаны и выпущены отечественной промышленностью ряд крупных менисковых телескопов, в том числе с апертурами 500-мм — «АСИ-2» для Обсерватории Каменское плато близ Алма-Аты, «МТМ-500» для КрАО и Гиссарской астрономической обсерватории (Таджикистан), «АЗТ-5» для московского Государственного астрономического института имени П. К. Штернберга (ГАИШ) и самые крупные — с диаметром мениска 700 мм «АС-32» для Абастуманской обсерватории и первоклассный астрограф «АЗТ-16» производства ЛОМО с двойным 700-мм, свободным от хроматизма увеличения мениском, и зеркалом диаметром 1000 мм, установленный в 1967 году в обсерватории на горе Эль-Робле в Чили.
В 1950-х годах Максутов вернулся к своей довоенной работе об использования для зеркал металла вместо традиционного стекла. Работая в Пулковской обсерватории, он достиг существенных результатов в изготовлении металлических зеркал, крупнейшим из которых стал светосильный, облегчённый за счёт сотовой конструкции, параболоид из нержавеющей стали диаметром 700 мм, на основе которого был построен рефлектор «РМ-700» с корректором в форме толстого мениска в сходящемся пучке лучей. Тогда же Максутов рассчитал ряд новых менисковых систем, но главной задачей, поставленной перед возглавляемым им отделом астрономического приборостроения, было проектирование и расчёт системы первичного фокуса 6-метрового Большого азимутального телескопа (БТА), а также создание его макета в масштабе 1:10, то есть, по существу, достаточно крупного рефлектора с параболическим 700-мм зеркалом и коррекционным мениском.
Выбор места установки БТА по атмосферным и климатическим условиям осуществлялся с помощью рассчитанных Максутовым экспедиционных телескопов «ТЭМ-140», «АТЭМ-140» и «АЗТ-7». Самый крупный на то время в мире телескоп БТА конструкции Б. К. Иоаннисиани производства ЛОМО с зеркалом ЛЗОС был установлен в Специальной астрофизической обсерватории АН СССР уже после кончины Д. Д. Максутова.
Создание всё более сложных и точных оптических систем влекло за собой увеличение трудоёмкости расчётов оптики. В последние годы Максутов разрабатывал методы упрощения и ускорения расчётов менисковых систем с помощью таблиц и графиков, связывающих между собой параметры систем наиболее распространённого типа «мениск — вогнутое зеркало» и «менисковый Кассегрен». Сам он использовал в качестве рабочего инструмента для расчётов полуметровую логарифмическую линейку. Посмертно опубликованная работа Максутова «О расчёте менисковых систем», завершённая его учениками, опубликована в Трудах ГАО.
Заслугой Максутова является и воспитание специалистов высокой квалификации во всех областях оптического приборостроения — вычислителей, технологов, мастеров-оптиков, конструкторов. Свой огромный опыт он обобщил в монографиях, которые и через много лет не потеряли научного значения.

## Звания и награды
- Сталинская премия III степени (14 марта 1941) — за создание астрономических и оптических приборов
- Сталинская премия I степени (1946) — за создание новых типов анаберрационных оптических систем, значительно улучшающих качество оптических приборов[39]
- два ордена Ленина (10 июня 1945; 1953)
- орден «Знак Почёта» (1943)
- медаль «За доблестный труд в Великой Отечественной войне 1941—1945 гг.»
- медаль Grand Prix на Всемирной выставке в Брюсселе (1958)
- Большая золотая медаль ВДНХ СССР (1962)

## Интересные факты
- Прадед Дмитрия Дмитриевича — Дмитрий Петрович Максутов, контр-адмирал, главный правитель Русской Америки, участник обороны Петропавловска[40].
- Подаренная Максутову подзорная труба перешла к нему от прадеда по материнской линии доктора Зеемана — личного врача П. С. Нахимова и принадлежала самому адмиралу[41].
- Имя Дмитрия Дмитриевича Максутова присвоено малой планете (2568 Maksutov), открытой Зденькой Вавровой 13 апреля 1980 года в обсерватории Клеть, Чехия. Примечательно, что планета была открыта с помощью телескопа системы Максутова[42].
- Имя Д. Д. Максутова носит один из лунных кратеров (Максутов)[42].